# Diez de Octubre
Pour les articles homonymes, voir Diez.
Diez de Octubre (en français : « Dix octobre ») est la plus peuplée des quinze municipalités de la ville de La Havane à Cuba. Elle comptait 227 293 habitants en 2004 pour une superficie de 12 km2.

## Jumelages
- Barakaldo (Espagne)